# Mura di Iglesias
Le mura di Iglesias sono i resti delle fortificazioni medioevali della città. Esse circondavano completamente quello che è ora il centro storico ed erano intervallate da torri di avvistamento e difesa e da porte di ingresso.
Attualmente è possibile visitarne solo una parte essendo state, una buona parte, inglobate nelle abitazioni del centro storico e in parte demolite nel XIX secolo. In particolare i resti sono visibili nella zona nord-occidentale della città.

## Storia e descrizione

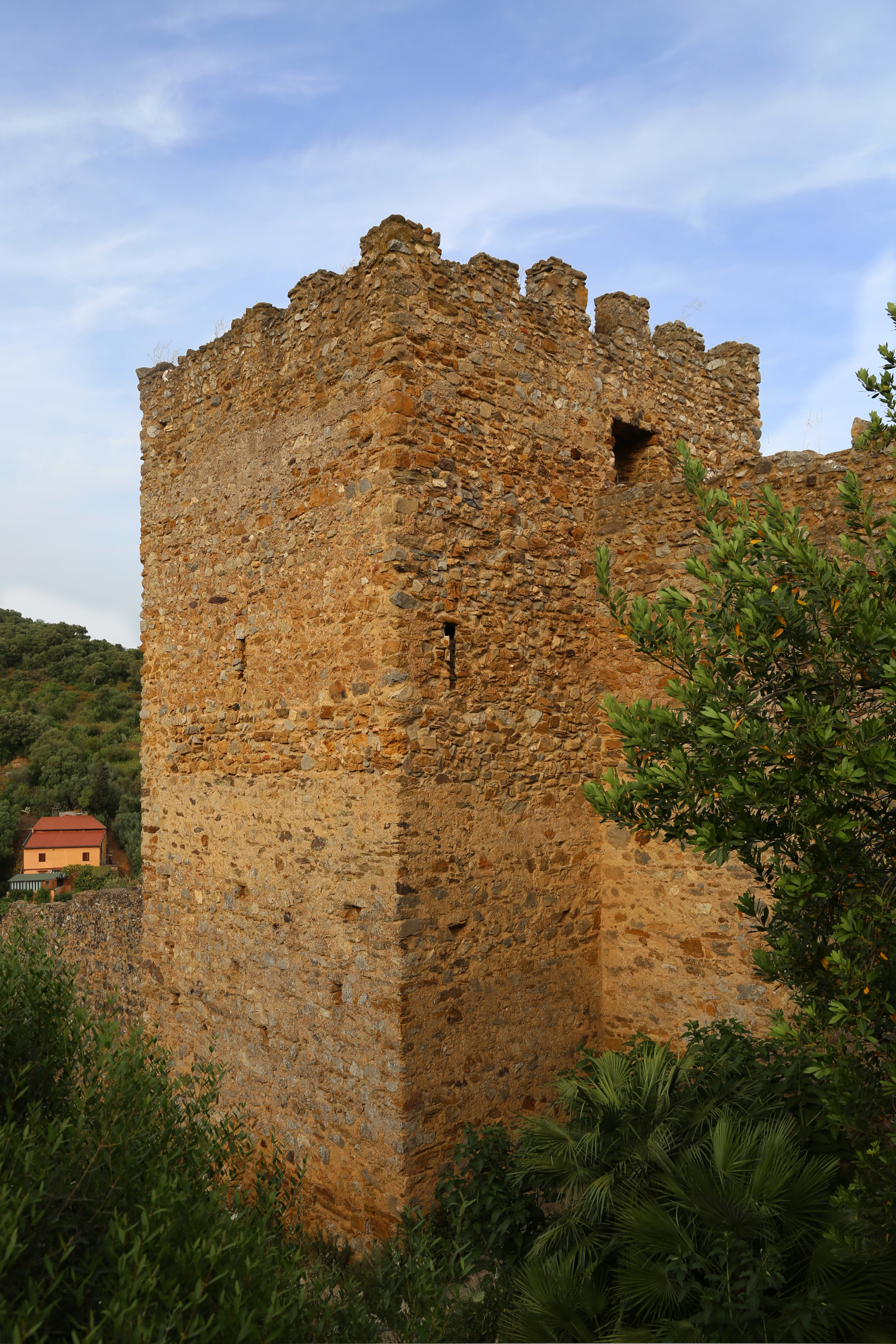
Tratto delle mura settentrionali

Iglesias, allora Villa di Chiesa, fu fortificata sin dalla seconda metà del XIII secolo, durante la dominazione dei della Gherardesca. Le mura, alte circa 6–7 m, furono realizzate con pietrame misto non sbozzato.
Un dossier del 1308 compilato dal pisano Vanni Gattarelli per il sovrano Giacomo II di Aragona descrive la città come racchiusa da una cerchia di mura merlate avente forma poligonale e intervallata da 20 torri murarie alte circa 10 m; antistante la cortina di mura si trovava una palizzata di legno e un fossato.
Quattro porte: Porta Maestra a sud, Porta Castello a sud-est, Porta Sant'Antonio a nord e Porta Nuova ad ovest permettevano l'accesso alla città. Le mura e il vicino castello di Salvaterra furono più volte ristrutturati per via dei continui eventi bellici, prima tra pisani e aragonesi e poi tra aragonesi e arborensi, che coinvolsero la città mineraria nel XIV secolo.
Le mura, oggi, sono in buono stato di conservazione nel costone nord della cinta. Nel lato sud, invece, risultano inglobate all'interno delle abitazioni a causa della naturale spinta espansiva della città. Altri tratti, invece, vennero abbattuti per favorire la costruzioni di moderni edifici, e risultano perciò assenti quasi nella loro totalità. 

## Galleria d'immagini

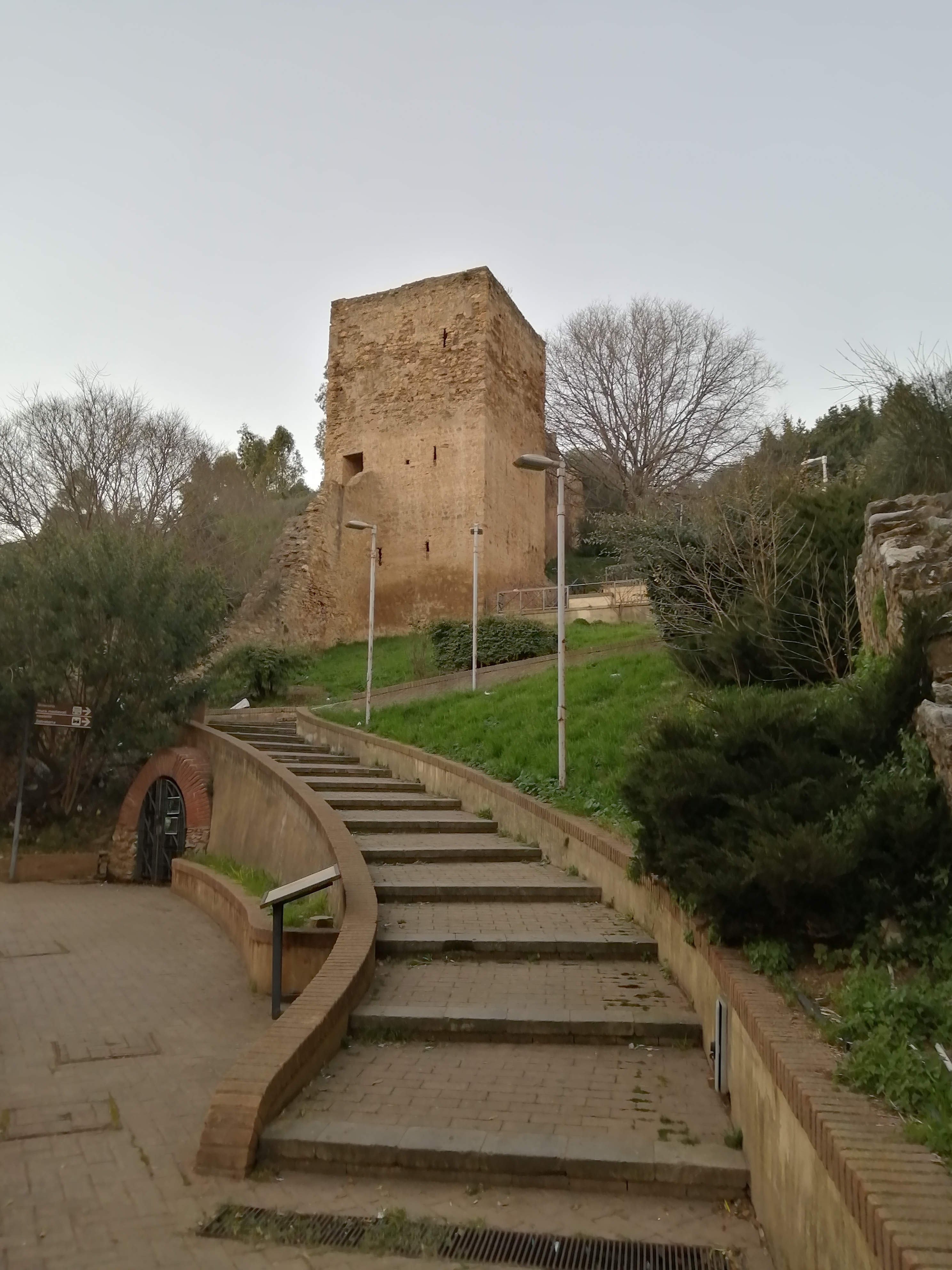
Tratto orientale
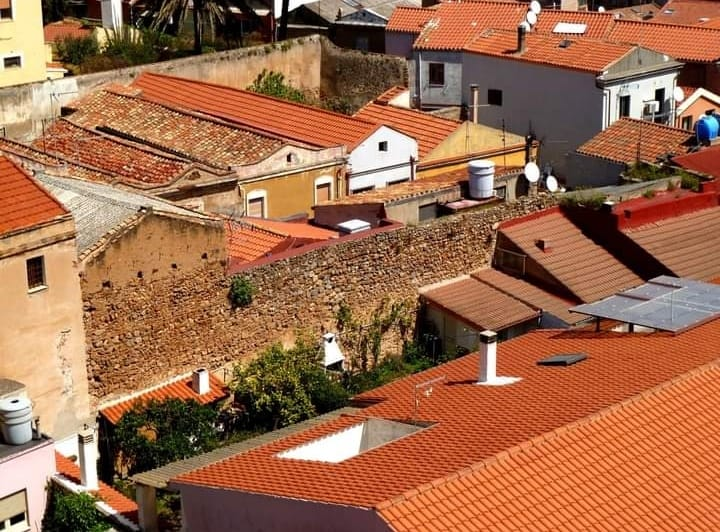
Particolare di un tratto nel costone sud della cinta muraria, inglobato nelle abitazioni del centro
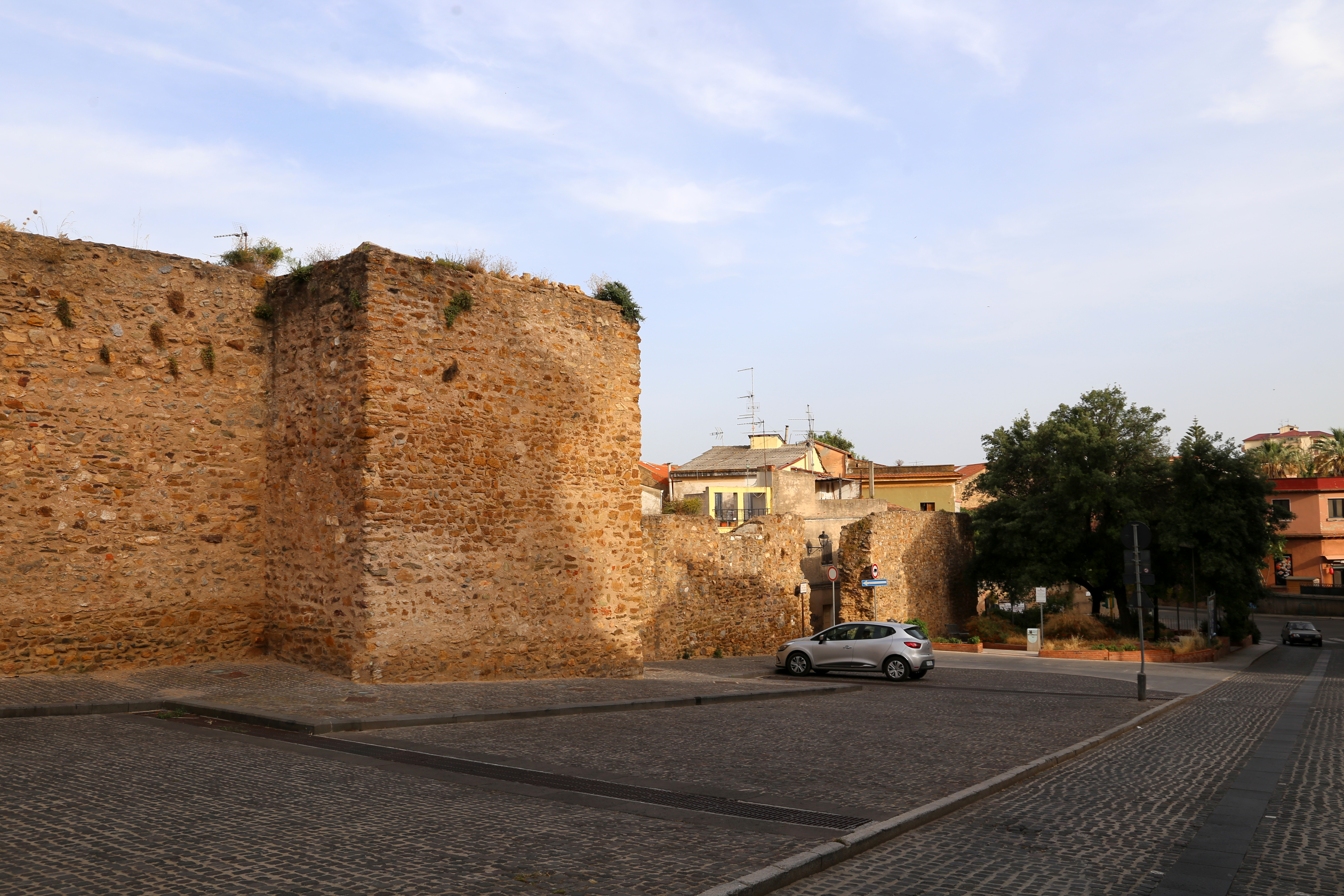
Lato ovest